# Teresa Oscarsson
Teresa Oscarsson, född 15 augusti 1951, är en svensk författare och konstnär med specialisering på textilkonst. Teresa Oscarssons karriär som konstnär började när hon 2003 slutade efter 17 år som lärare på Etnografiska museet i Stockholm.
Teresa Oscarsson är representerad på ett av postens frimärken från 2012.